# Одна любовь
«Одна любовь» (англ. One Love) — ямайский фильм 2003 года режиссёров Рика Элгуда и Дона Леттса. В главных ролях в фильме снялись певица Шерин Андерсон и певец Кай-Мани Марли, сын Боба Марли. Кроме их музыки саундтрек фильма включает также Боба Марли, Шона Пола и Шэгги.
В 2003 году на фестивале независимого кино в Монако (Monaco International Film Festival) фильм победил в номинации «лучший саундтрек».

## Сюжет
Касса вместе со своей группой участвует в местном музыкальном конкурсе. На конкурсе он знакомится с девушкой Сереной, которая поёт в церковном хоре. Касса влюбляется в её голос и хочет записать свою новую песню именно с ней. Их встречам противится пастор — отец девушки, поскольку не любит растаманов, и её жених Аарон — клавишник в церковном хоре.
Когда группа Кассы пытается заключить контракт с музыкальным менеджером, тот обманывает их, крадёт у них песню и уводит вокалистку. На музыкальном конкурсе их группа не выходит в финал. В это время Серена начинает сомневаться насчёт свадьбы, ей кажется, что Аарон не её человек. Чтобы избавиться от Кассы, Аарон подкидывает ему наркотики, но обман раскрывается.
Касса и Серена поют вместе в финале музыкального конкурса.

## В ролях
- Шерин Андерсон — Серена
- Кай-Мани Марли — Касса
- Идрис Эльба — Аарон
- Уинстон Стона — пастор Джонсон
- Вэс Блэквуд — человек со шрамом
- Алекс Росен — музыкальный менеджер